# Genet Getaneh
Genet Getaneh (ur. 6 stycznia 1986) – etiopska lekkoatletka, specjalistka od długich dystansów.

## Osiągnięcia
- złoto mistrzostw świata w półmaratonie (drużynowo, Rio de Janeiro 2008)

## Rekordy życiowe
- bieg na 10 km – 31:28 (2008)
- półmaraton – 1:08:18 (2008)
- maraton – 2:25:38 (2012)